# Jean Trasenster
Jean Trasenster (dit Ginet), né le 22 septembre 1905 à Seraing et mort le 8 octobre 1971, est un pilote belge de rallyes-marathons et sur circuits.

## Biographie
En 1931 il est déjà inscrit dans l'épreuve qui le fera connaître, le Marathon de la route, avec Orban sur une Bugatti 3000. 
Il participe aussi à de nombreuses éditions des 24 Heures de Spa avant et après-guerre avec Franz Breye, toujours sur Bugatti (2000 et 3000), puis sur Delage D6-3L.

## Palmarès
- Course de côte La Sauvenière (Spa, 1 km): 1929, sur Bugatti Torpédo 15 HP[2];
- Quintuple vainqueur de Liège-Rome-Liège (ou Marathon de la route): 1934, 1935, 1938 et 1939 (le tout sur Bugatti avant-guerre, avec Alphonse Evrard (1) et Franz Breyre (3)), puis 1953 (sur Lancia Aurélia B20 GT, avec Johnny Claes dans le cadre du tout premier Championnat d'Europe des rallyes);
  - 3e du Rallye du Maroc en 1934 avec Max Thirion pour copilote, sur Bugatti Type 44[3].